# گزکوه
گزکوه روستایی از توابع بخش خبوشان شهرستان فاروج در استان خراسان شمالی ایران است.
این روستا شرقی ترین روستای استان خراسان شمالی از لحاظ مختصات جغرافیایی و مسکونی بودن است.
اهالی این روستا به زبان کردی کرمانجی سخن می گویند.
تعداد شهدای جنگ تحمیلی روستا ۴ نفر 
شهیدان: معتمدی ، شارعی ، تفضلی ، کریمی

## جمعیت
این روستا در دهستان تیتکانلو قرار دارد و براساس سرشماری عمومی نفوس و مسکن (۱۳۹۵)، جمعیت آن ۱۰۶۳ نفر (۵۶۹ خانوار) است.